# Christiane Taubira
Christiane Taubira (født 2. februar 1952 i Cayenne) er en fransk politiker fra Walwari og Parti radical de gauche. 
Hun var kandidat til det franske præsidentvalg i 2002 for Parti radical de gauche og fik 2,32 % af stemmerne.
Den 16. maj 2012 udnævntes hun til justitsminister i Regeringen Jean-Marc Ayrault. Hun fortsatte som justitsminister i Regeringerne Manuel Valls I og II fra 2. april 2014 til 27. januar hvor hun blev afløst af Jean-Jacques Urvoas. Hun skrev loven om homoseksuelle ægteskaber i Frankrig, vedtaget i 2013.